# Lacistema robustum
Espèce
Statut de conservation UICN

 LC  : Préoccupation mineure
Lacistema robustum est une espèce de plante à fleurs de la famille des Lacistemataceae. Son aire de répartition naturelle est l'est du Brésil. C'est un arbre qui pousse principalement dans le biome tropical humide.

## Description
Il s'agit d'un arbuste ou d'un petit arbre pouvant atteindre 5 mde haut. 
Les fleurs de Lacistema robustum sont petites, blanches et parfumées. Elles ont quatre pétales et sont disposées en racème. Les graines sont petites, noires et brillantes. Les plantules sont petites et ont une seule paire de feuilles.

## Répartition
Lacistema robustum est originaire de l'Amérique du Sud tropicale, au Brésil, en Colombie, en Équateur, au Pérou et au Venezuela. On le trouve dans les forêts tropicales humides de plaine,.

## Utilisation
Lacistema robustum est une plante ornementale utilisée dans les jardins et comme couvre-sol. Il peut également être utilisé pour créer de l'ombre.

## Systématique
Le nom correct complet (avec auteur) de ce taxon est Lacistema robustum Schnizl..
Lacistema robustum a pour synonymes :
- Lacistema blanchetii A.DC.
- Lacistema intermedium A.DC.
- Lacistema recurvum Schnizl.
- Lacistema rostratum Schnizl.
- Lacistema rostratum Schnizl. ex A.DC.